# Wladimir Wladimirowitsch Morosow
Wladimir Wladimirowitsch Morosow (russisch Владимир Владимирович Морозов, englische Transkription Vladimir Vladimirovich Morosov oder Morozov; * 1910 in Wologda; † 1975) war ein russischer Mathematiker, der sich mit Liegruppen und Transformationsgruppen befasste.
Morosow, der Sohn eines Arztes, begann 1927 an der Universität Kasan, an der er ab 1930 forschte und lehrte und 1938 bei Nikolai Grigorjewitsch Tschebotarjow promoviert wurde. 1930 erfolgte seine erste Veröffentlichung über Transformationsgruppen. Das von Sophus Lie stammende Problem der Klassifikation primitiver Transformationsgruppen führte ihn auf das Problem der Klassifikation maximaler Untergruppen von Liegruppen. Er habilitierte sich 1943 in Kasan (Über nicht-halbeinfache maximale Untergruppen einfacher Liegruppen). Unabhängig arbeitete auch Eugene Dynkin um 1950 über die Klassifikation der maximalen Untergruppen halbeinfacher Liegruppen. Morosow war ab 1947 Leiter der Abteilung Algebra in Kasan und 1947 bis 1953 Dekan der Fakultät für Mathematik und Physik.
Nach ihm und Nathan Jacobson ist ein Satz über nilpotente Elemente halbeinfacher Liealgebren benannt. Es besagt, dass jedes solche nilpotente Element Bestandteil einer Unteralgebra isomorph zu einer sl2-Liealgebra ist. Morosow bewies das schon 1942. In dem Aufsatz von 1942 ist auch der Satz von Borel und Morozov enthalten (Alle maximalen auflösbaren Unteralgebren einer halbeinfachen Liealgebra sind konjugiert), den er aus dem Satz vom nilpotenten Element ableitet. Seine Beweis für den Satz vom nilpotenten Element enthielt eine Lücke, auf die Jacobson 1951 hinwies (1960 veröffentlichte Morozow einen anderen korrekten Beweis des Satzes).
Weitere Arbeiten betrafen gewöhnliche Differentialgleichungen und die Theorie der Resolvente (ebenfalls ein Arbeitsgebiet seines Lehrers Tschebotarjow).